# قيصوم مرصوص
القيصوم المرصوص أو الأخيلية المرصوصة (باللاتينية: Achillea conferta) نوع نباتي عشبي يتبع جنس القيصوم من الفصيلة النجمية.

## الموئل والانتشار
ينتشر في بلاد الشام.